# Брянский клад
Бря́нский клад — наиболее полный из кладов восточноевропейских выемчатых эмалей, обнаруженный в 2010 году при проведении нелегальных раскопок на правом берегу  реки Сев, в 9 км на северо-восток от посёлка Суземка, вблизи бывшей деревни Подгородняя Слободка (ближайшие села — Невдольск, Негино, Селечня) (Суземский район Брянской области). Датируется III веком (киевская археологическая культура). Украшения с эмалями такого типа производились только в Поднепровье и в Прибалтике.

## История
Нелегальные копатели планировали продать уникальную находку по «бросовой» цене в 3 миллиона рублей, но под давлением сотрудников ФСБ передали клад государству. В августе 2012 года Брянский клад был передан в Государственный исторический музей и в том же году впервые представлен публике. Хотя в национальных республиках в составе РФ подобные находки нередко остаются в местных музеях, Брянский клад, по информации местной газеты, «сразу ушёл в Москву: брянские специалисты даже не смогли ознакомиться с находкой, их не привлекали и в качестве экспертов».
Первый осмотр Брянского вклада состоялся весной 2012 года, он был проведён профессором Брянского государственного университета Е. А. Шинаковым и представителем Государственного Эрмитажа С. В. Воронятовым. По материалам первичного осмотра, в ходе которого были сделаны зарисовки и фотографии вещей из клада, Е. А. Шинаков и С. В. Воронятов сделали ряд докладов. Клад подготовили к передаче в музейный фонд в начале августа 2012 года, 14 августа находка была публично презентована в ГИМ. Часть предметов Брянского вклада экспонировалась на выставке, приуроченной 1150-летию русской государственности «Меч и златник» в ноябре того же года.

## Описание
Клад состоит из порядка 180 предметов, многие из которых украшены яркими вставками красной и оранжевой эмали: бронзовые браслеты, подвески-лунницы, нагрудные цепи с подвесками, застёжки-фибулы, навершия ритонов, головные венчики, стеклянное ожерелье. К числу самых редких находок относятся остатки пружинных ножниц и бронзовое зеркало (очевидно, сарматского происхождения). Не имеет аналогов биметаллическая плеть: рукоять у неё железная, но с бронзовыми деталями. Часть предметов входила в мужской убор, часть в женский, часть украшала конскую сбрую.